# آن الفرنسية
آن الفرنسية (3 أبريل 1461 - 14 نوفمبر 1522) كانت الابنة البكر للويس الحادي عشر مللك فرنسا من زوجته الثانية، شارلوت من سافوي. كانت آن شقيقة شارل الثامن ملك فرنسا، التي هي بمثابة الوصي قبل بلوغه سن الرشد، و جان فرنسا، التي كانت ملكة لفترة وجيزة قرين لويس الثاني عشر. كوصي في فرنسا، كانت آن واحدة من أكثر النساء نفوذا في أوروبا في أواخر القرن الخامس عشر، وكانت تعرف باسم «السيدة العظيمة».

## روابط خارجية
- آن الفرنسية على موقع الموسوعة البريطانية (الإنجليزية)